# 熱帶風暴聖帕 (2019年)
熱帶風暴聖帕（英語：Tropical Storm Sepat，國際編號：1903，菲律賓大氣地球物理和天文管理局：Dodong）是2019年太平洋颱風季第3個被命名的熱帶氣旋。「聖帕」一名由馬來西亞提供，指一種淡水鱸魚，魚身細小，經常在河流、雜草叢生的沼澤區或稻田裏找到。

## 氣象歷史
熱帶氣旋蝴蝶消散後僅有數個熱帶低氣壓發展，西北太平洋陷入命名熱帶氣旋活動的沉寂期，直至6月下旬才再度出現命名風暴。一個低壓區於6月16日在加羅林群島附近海域生成，美國海軍研究實驗室給予熱帶擾動編號94W。電腦數值預報模式初期運算結果指出，該系統將大致移向呂宋附近海域，而日本氣象廳17日晚上8時把該系統升為熱帶低氣壓，聯合颱風警報中心到晚上10時半對該低壓區在1日內發展為熱帶氣旋之機會評級為「低」。隨後數日該系統以時速20公里北移，並在海水炎熱、垂直風切變微弱至中等、高空輻散良好的環境下發展，旋轉性漸增，聯合颱風警報中心在20日上午9時半將上述評級提升為「中」，但到21日垂直風切變增強，令該系統發展受阻。同時該系統亦轉向西北偏北推進，至22日再加速改向西北偏西移動。到23日該系統低層環流中心東北面變得局部外露，促使聯合颱風警報中心在23日早上9時把評級降為「低」。
該系統在24日恢復以時速20公里，沿副熱帶高壓脊西側北移，並離開垂直風切變強烈之區域，其組織逐漸轉好。此時數值預報運算結果指出，該系統將移向琉球群島，並有可能轉化為副熱帶氣旋並重新增強，聯合颱風警報中心在下午2時重新把評級提升為「中」，並在25日上午10時把評級進一步提升至「高」並發出熱帶氣旋形成警報。台灣中央氣象局和菲律賓大氣地球物理和天文服務管理局亦接連在下午2時和下午5時把該系統升格為熱帶性低氣壓，並分別給予編號07和當地名稱「Dodong」。此時該系統已改向東北偏東移動，並加速至時速25到30公里。日本氣象廳在26日凌晨3時10分發出烈風警報，表示預計該系統會在一日內增強為熱帶風暴。
27日凌晨開始，該系統呈現部份溫帶氣旋特性，其雲團變成逗號形狀，低層環流中心難以辨認，但無阻它稍為增強。聯合颱風警報中心表示該系統轉化為副熱帶氣旋，並增強為副熱帶低氣壓，及在早上9時再度把評級降為「低」，同時取消熱帶氣旋形成警報。但不設「副熱帶氣旋」分級的日本氣象廳仍把該系統評為熱帶氣旋，更因應系統的中心風力達到8級，傍晚6時正將該系統正式升為熱帶風暴，並命名為聖帕，給予國際編號1903，聯合颱風警報中心也在晚上8時把聖帕升為副熱帶風暴，此時聖帕爆發出對流，並進一步加速至時速60公里，轉向東北偏東移動，快速橫過日本本州以南海域，造成明顯的半圓效應。不過香港天文台要到下午6時45分才把聖帕升為熱帶低氣壓，中國國家氣象中心則在晚上8時35分把聖帕升為熱帶風暴。該系統在28日早上掠過日本東京東南角對開海域，聯合颱風警報中心在早上9時取消所有評級，而日本氣象廳在下午2時40分表示聖帕轉化為溫帶氣旋。

## 影響

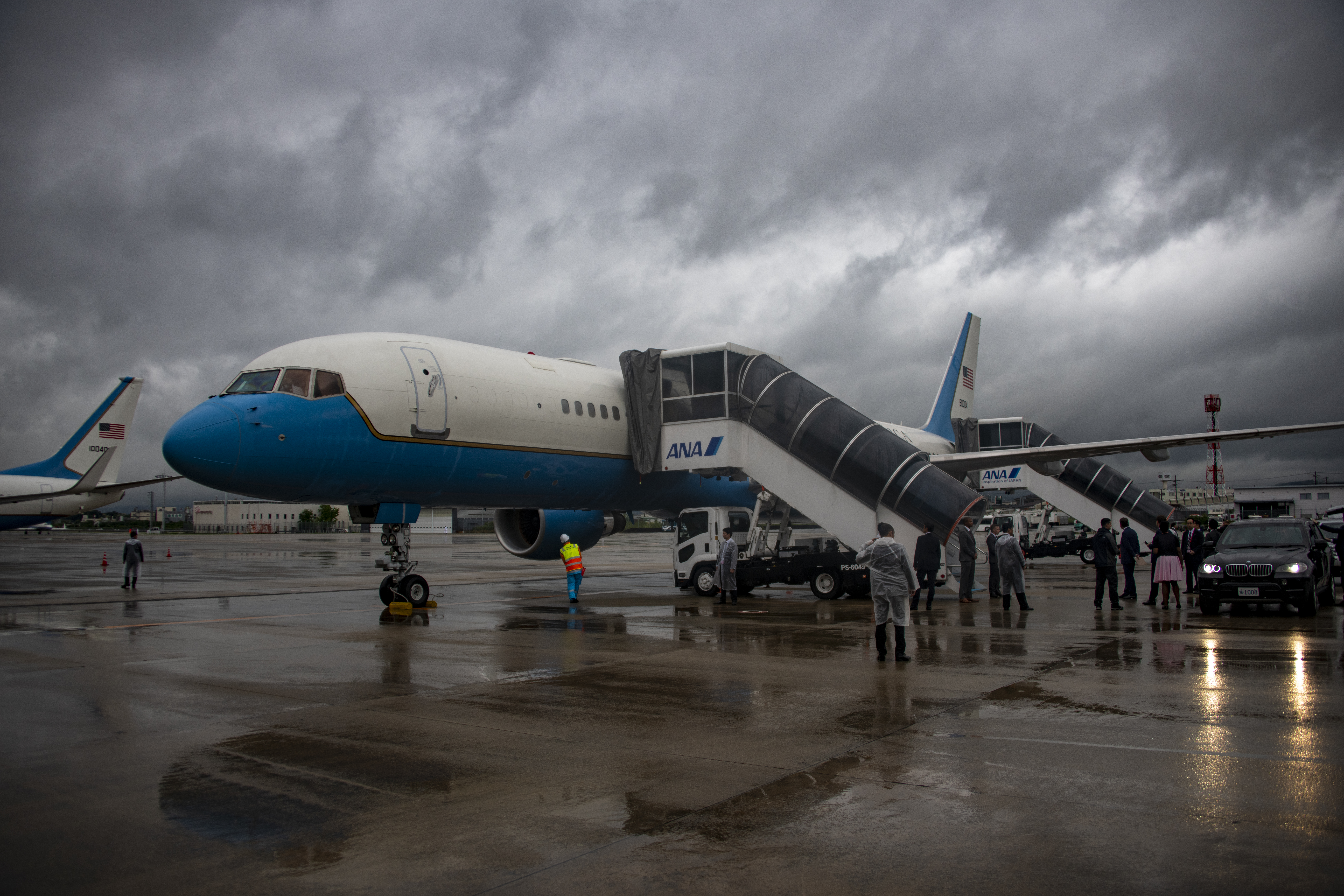
美國國務卿邁克·蓬佩奧抵達大阪國際機場時烏雲密佈

聖帕在吹襲日本期間為南部沿岸帶來惡劣天氣，其中大阪亦烏雲密佈，所幸未有影響在當地舉行的二十國集團峰會。
聖帕在6月27至28日掠過日本以南海域，為南部沿岸地區帶來狂風大雨。東京都三宅島在上午4時45分測得每秒25.2米（每小時91公里）的瞬間最大陣風。雨量方面，靜岡縣石廊崎在上午4時43分測得一小時降雨量52毫米。聖帕和梅雨鋒引進的暖濕氣流為北陸地方帶來大雨，石川縣小松市及金澤市的一小時降雨量亦有30毫米。

## 外部連結
| 太平洋颱風季             |
| 主題頁 - 專題 - 編輯指南 |

- （日語）日本氣象廳首頁 （页面存档备份，存于）
- （英文）美國聯合颱風警報中心首頁 （页面存档备份，存于）
- （简体中文）中國國家氣象中心首頁
- （繁體中文）臺灣中央氣象局首頁 （页面存档备份，存于）
- （繁體中文）香港天文台首頁 （页面存档备份，存于）
- （繁體中文）澳門地球物理暨氣象局首頁 （页面存档备份，存于）
- （英文）菲律賓大氣地球物理和天文管理局首頁 （页面存档备份，存于）